# 진경선
진경선(陳慶先, 1980년 4월 10일~)은 대한민국의 전 축구 선수이다. 포지션은 풀백이었다.

## 개요
문일고등학교, 아주대학교를 졸업하였다. 많지 않은 머리숱으로 인하여 실제 나이보다 노안으로 보여 '플레잉 코치'라는 별명이 붙었다.

## 클럽 경력
2000년에 안양 LG 치타스에서 입단하였고, 2003년 부천 SK (현 제주 유나이티드 FC)로 이적하였으나, 시즌 초반 4경기를 뛴 이후 팀의 성적 부진으로 거의 출전하지 못하였고, 설상가상으로 2004년 자신을 영입하였던 트르판 감독이 성적 부진으로 경질된 이후 정해성 감독이 취임하면서 단 한 차례의 경기에도 뛰지 못하였다. 결국 2004년 내셔널리그의 울산 현대미포조선 돌고래로 이적하였으나, 부상으로 인하여 이렇다 할 활약을 보이지 못하였다. 결국 2006년 대구 FC로 이적하였고, 이후 타 팀으로 이적한 송정현과 홍순학의 공백을 메우며 이름을 알렸다.
2009년 하대성과 함께 전북 현대 모터스로 이적하였고, 이 과정에서 대구 FC와 전북 현대 모터스 간의 이적료 분쟁이 발생하였으나 원만하게 해결되었다.
전북에서는 주포지션인 수비현 미드필더가 아닌 풀백으로 활약하였고, 전북의 2011년 K리그 우승에 공헌하였다.
2013년 1월 30일, 강원 FC가 진경선의 영입을 공식 발표하였다. 강원에서의 첫 시즌 35경기에 출전하며 주전 미드필더로 활약하였으나 팀의 강등을 막지 못하였다. 시즌 종료 후 강원과의 재계약에 실패하며 반년 가까이 무적신분으로 지냈고, 2014년 7월 경남 FC로 이적해 조원희의 공백을 메웠지만, 팀의 강등을 막지는 못하였다.

### 선수 경력
- 2000년 ~ 2002년  안양 LG 치타스
- 2003년  부천 SK
- 2004년 ~ 2005년  울산 현대미포조선 돌고래
- 2006년 ~ 2008년  대구 FC
- 2009년 ~ 2012년  전북 현대 모터스
- 2013년  강원 FC
- 2014년 ~ 2017년  경남 FC

## 지도자 경력
2017시즌 현역 은퇴를 한 후 경남 FC의 코치로 부임했다.
2020시즌을 앞두고 부산 아이파크의 코치로 부임했다.
2022시즌을 앞두고 대전 하나 시티즌의 코치로 부임했다.

## 수상

### 클럽

#### 안양 LG 치타스
- K-리그 우승 1회 (2000년)

#### 울산 현대미포조선 돌고래
- 내셔널리그 우승 1회 (2004년)
- FA컵 준우승 1회 (2005년)

#### 전북 현대 모터스
- K-리그 우승 1회 (2009년)
- K-리그 우승 2회 (2011년)
- AFC 챔피언스리그 준우승 1회 (2011년)

#### 경남 FC
- K리그 챌린지 우승 1회 (2017년)